# Drum machine

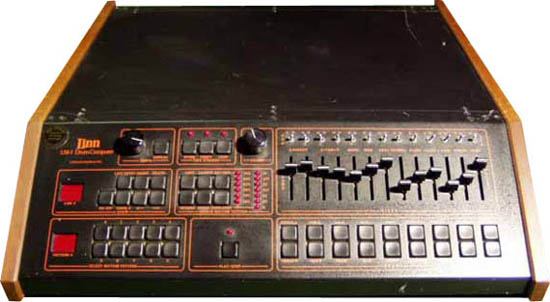
La Linn LM-1

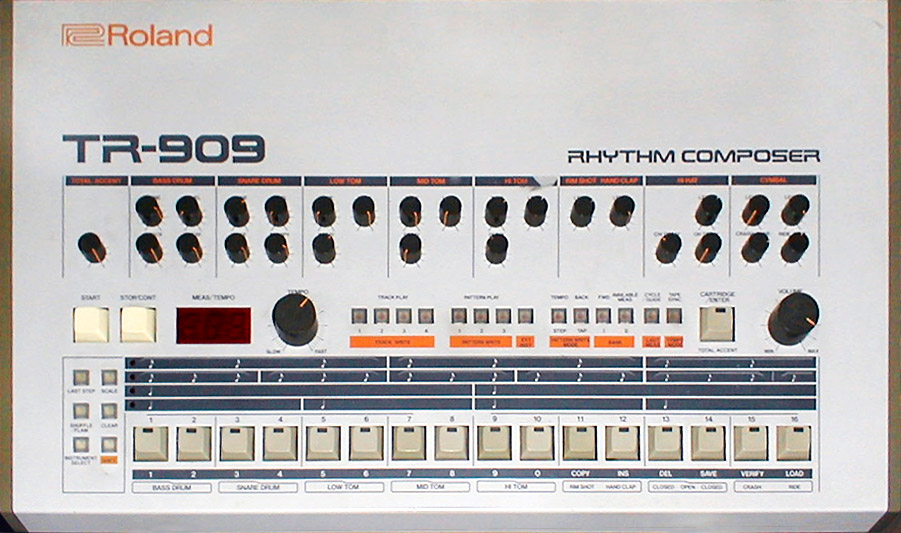
Roland TR-909

Una drum-machine è uno strumento musicale elettronico progettato per eseguire ritmi imitando il suono degli strumenti a percussione. Prima dell'avvento del MIDI, le drum machine contenevano quasi sempre, oltre a un modulo di generazione del suono, un sequenziatore interno.

## Storia

### Le prime drum-machine
Le prime drum-machine venivano chiamate rhythm machine (macchine del ritmo). Nel 1930-31 venne realizzato l'innovativo e complesso Rhythmicon, costruito da Leon Theremin su commissione del compositore Henry Cowell, che voleva uno strumento con cui suonare melodie con molteplici unità ritmiche, basate su una serie di armoniche superiori, ciò era troppo difficile da fare con le tastiere dell'epoca. Lo strumento poteva produrre sedici ritmi diversi, ognuno associato con un particolare tono, entrambi in maniera individuale o in qualsiasi combinazione, anche in massa, se desiderato. Con la sua pubblica presentazione, nel 1932, il Rhythmicon venne accolto con considerevole interesse, per poi essere presto messo da parte da Cowell e dimenticato per decenni. La generazione seguente di rhythm machine suonava solamente ritmiche preprogrammate (preset), come il mambo e il tango. Le prime a essere reperibili sul mercato erano incorporate negli organi della fine dei '60, con l'intenzione di accompagnare gli organisti.
La prima drum-machine autonoma, la PAiA Programmable Drum Set, fu anche la prima ad essere veramente programmabile. Venne lanciata sul mercato nel 1969, ed era venduta come un kit, con tanto di parti ed istruzioni che il compratore avrebbe dovuto usare per montare la macchina.
Comunque la prima drum-machine che ebbe un grande successo fu la Rhythm Ace, distribuita intorno al 1970 da una compagnia, la Ace Tone, in seguito conosciuta come Roland. La Rhythm Ace consisteva solamente nei preset, che l'utente non aveva modo di alterare. Negli anni '70 vennero poi distribuite un certo numero di drum-machine che giravano solo in preset. La prima canzone pop di successo fatta con l'ausilio di una drum-machine fu una cover di Somebody's Watching You dei Sly and the Family Stone, registrata dalle Little Sisters. La canzone, prodotta e composta da Sly Stone, entrò nelle classifiche R&B nel 1971. Il primo album in cui una drum-machine produceva tutte le percussioni fu Journey di Arthur Brown/Kingdom Come, registrata nel novembre 1972 usando la Bentley Rhythm Ace.

#### Sintesi sonora
Alcune Drum machine sono definibili drum synth, ovvero riproducono i suoni tramite un sintetizzatore analogico o digitale, basato su forme d'onda semplici. Ad esempio, il suono di un rullante o delle maracas può essere creato con lo scroscio di rumore bianco mentre per la grancassa si può utilizzare una sinusoide o altre onde base. Questo era il sistema di produzione del suono più diffuso nelle prime drum machine, ciò significava che ogni modello aveva dei propri suoni caratteristici e l'effetto finale non era simile a quello degli strumenti a percussione reali. Questa originalità del suono ha fatto sì che alcuni modelli siano diventati strumenti "di culto", ricercati da disc jockey e produttori di musica elettronica e techno.
Altre drum machine, in genere più moderne (ma non mancano esempi già nei primi anni '80, come la Linn LM-1), affiancano alle capacità di sintesi anche quelle di campionamento e vengono per questo definite drum sampler. Possono essere dotate di ingressi audio per il campionamento diretto di strumenti a percussione reali oppure possono caricare campioni (sample) creati in precedenza.

#### Drum-machine programmabili
Nel 1979 venne commercializzata la Roland CR-78. Era una delle prime rhythm machine programmabili, ovvero che permettevano la composizione di propri ritmi. Lo stesso anno la Roland distribuì la Boss DR-55, la prima drum-machine completamente programmabile, ad un costo inferiore ai 200$. La DR-55 aveva quattro suoni, e memoria sufficiente per soli 16 ritmi. Oggi è una macchina molto arretrata, ma ai suoi tempi fu una conquista relativamente economica.
Il Drum Computer Linn LM-1 (messo in commercio nel 1980 al prezzo di 4000$) fu la prima drum-machine ad usare campioni digitali. Ne vennero realizzati solamente 500 esemplari. La sua distintiva sonorità ha segnato il pop degli anni '80 e può essere ritrovata in dozzine di canzoni di quell'epoca, tra cui Dare degli Human League, The Anvil dei Visage, Dance di Gary Numan e Beatitude di Ric Ocasek. Anche Prince comprò una delle primissime LM-1 e la usò sulla maggior parte delle sue registrazioni più popolari, tra cui 1999 e Purple Rain.
Molti suoni dell'LM-1 erano composti di due chip che erano letti allo stesso tempo, e di ogni singolo suono era possibile variare l'intonazione, con uscite individuali. A causa delle limitazioni di memoria, non era disponibile il suono del crash, evidentemente più lungo di uno snare o di un cowbell (il suono di un crash prevede una vibrazione più lunga di quella della pelle di un rullante), a meno che non si acquistasse un costoso terzo componente. Una versione più economica dell'LM-1 venne messa in commercio nel 1982 e chiamata Linndrum (o LM-2), al costo di circa 3000$. Non era possibile variare l'intonazione di tutti i suoni, rendendo tale macchina meno desiderabile dell'originale LM-1. Il Linndrum includeva il crash come standard e, come il suo predecessore, era caratterizzato da chip intercambiabili. Ne possiamo ascoltare le sonorità su canzoni come Rhythm of Youth dei Men Without Hats e Heartbeat City dei Cars.
A un certo punto si temette che l'LM-1 potesse togliere il lavoro ad ogni batterista di Los Angeles, e ciò porto i migliori percussionisti della città (come ad esempio Jeff Porcaro) a comprarsi le proprie drum-machine e a imparare a usarle per rimanere in attività.
La famosa Roland TR-808, uscita nel 1980, venne accolta con poco entusiasmo visto che non aveva suoni campionati digitalmente; si preferivano le drum-machine che usavano i campioni digitali. Comunque con il tempo la TR-808 e il suo successore, la Roland TR-909 del 1983, divennero caratteristiche della fiorente musica dance underground, techno e hip-hop, visto il basso costo (soprattutto rispetto alle macchine della Linn) e l'impronta dei suoi suoni analogici. Le ritmiche della 808 e della 909 sono state usate molto anche nella pop music, se ne possono rintracciare le sonorità in un'infinità di canzoni anche ai nostri giorni.

#### La conquista del MIDI
Visto che le prime drum-machine nacquero prima dell'introduzione del MIDI, nel 1983, si usavano molti metodi per sincronizzare le proprie ritmiche agli altri dispositivi elettronici. Alcuni usavano un metodo di sincronizzazione chiamato DIN-sync, o sync-24. Alcune di queste macchine emettevano anche con i voltaggi CV/Gate che potevano essere usati per sincronizzare o controllare i sintetizzatori analogici e altra strumentazione musicale.
Dal 2000 le drum-machine autonome sono diventate meno comuni, rimpiazzate in parte da campionatori più generici controllati dai sequencer (incorporati o esterni), software di sequenziamento e di creazione di loop, workstation con l'integrazione dei suoni di batteria e sequenziamento. Nonostante il ruolo fondamentale e centrale che ha assunto il computer nella produzione musicale con l'utilizzo di software digitali, negli ultimi tempi sono state rese disponibili riedizione hardware di alcune drum-machine storiche come ad esempio Roland TR-808 e 909.

## Funzionamento
Secondo le caratteristiche di ogni macchina, la programmazione può essere fatta in tempo reale: l'utente crea pattern di percussioni premendo i bottoni come se stesse suonando un drum kit; oppure usando gli step-sequencing: il pattern viene costruito aggiungendo suoni singoli in certi punti, posizionandoli, come nella TR-808 e TR-909, su una barra costituita da 16 step. Ad esempio un pattern dance generico come il 4 to the floor può essere fatto piazzando un charleston chiuso (closed hi-hat) sugli step 3, 7, 11 e 15, poi una grancassa (kick drum) su 1, 5, 7 e 13, e un clap su 5 e 13. Questo pattern può essere cambiato in vari modi per ottenere fill, break-down e altri elementi che il programmatore cerca di arrangiare insieme.
Se la drum-machine ha una presa MIDI (molto diffusa a partire dalla metà degli anni 80), allora si può programmare la macchina con un computer o un altro dispositivo MIDI.
Le drum-machine possono essere programmate sia in tempo reale (l'utente ascolta un metronomo e suona seguendo il suo tempo), sia in precedenza, specificando il preciso momento in cui verrà suonata ogni nota. Mettendo insieme delle misure programmate diversamente possono essere create delle melodie più lunghe. I controlli delle macchine di solito includono il tempo, l'inizio e lo stop, il volume dei singoli suoni, tastiere per suonare specifici campioni, e memoria per un certo numero di ritmiche preregistrate. La maggior parte delle drum-machine possono essere controllate anche via MIDI.